# Luis Rafael Zarama Pasqualetto
Luis Rafael Zarama Pasqualetto (28 de novembro de 1958) é um prelado colombiano-americano da Igreja Católica Romana que serve como bispo de Raleigh. Ele é o primeiro bispo hispânico e latino-americano da Diocese de Raleigh, o primeiro nascido fora dos Estados Unidos e o primeiro colombiano a liderar uma diocese católica nos Estados Unidos.
Luis Rafael Zarama Pasqualetto nasceu em Pasto, Nariño, Colômbia, o mais velho dos seis filhos de Rafael Zarama e Maria Pasqualetto de Zarama.
Zarama frequentou o seminário de Pasto e a Universidade Mariana, onde estudou filosofia e teologia de 1982 a 1987. Ele começou seus estudos em direito canônico na Pontifícia Universidade Javeriana de Bogotá em 1987 e obteve sua licenciatura em 1991.
Em meados da década de 1980, enquanto frequentava o seminário, Zarama também lecionava em escolas de segundo grau.